# Élodie Clouvel
Élodie Clouvel (ur. 14 stycznia 1989 w Saint-Priest-en-Jarez) – francuska pięcioboistka, dwukrotnie  srebrna medalistka Igrzysk Olimpijskich w 2016 i 2024. Wielokrotna medalistka mistrzostw świata.
W 2012 roku po raz pierwszy startuje na igrzyskach olimpijskich zajmując 31. miejsce. W 2016 roku ponownie kwalifikuje się na Letnie Igrzyska Olimpijskie w Rio de Janeiro, na których zdobywa srebrny medal. Jest to pierwszy indywidualny medal w pięcioboju nowoczesnym w dorobku Francji.